# جرجر
جرجر أو كركر أو كوركور (بالكردية: ئالدووش، Aldûş) هي بلدة كردية ومقر مديرية جرجر في محافظة أديامان التركية. بلغ عدد سكانها 2753 نسمة في عام 2021.

## السكان
سكان البلدة من قبائل كردية مختلفة.
بلغ عدد سكان جرجر 750 نسمة في عام 1896 ومعظمهم كانوا من الكرد باستثناء عدد قليل من المسؤولين العثمانيين والأرمن.

## التاريخ

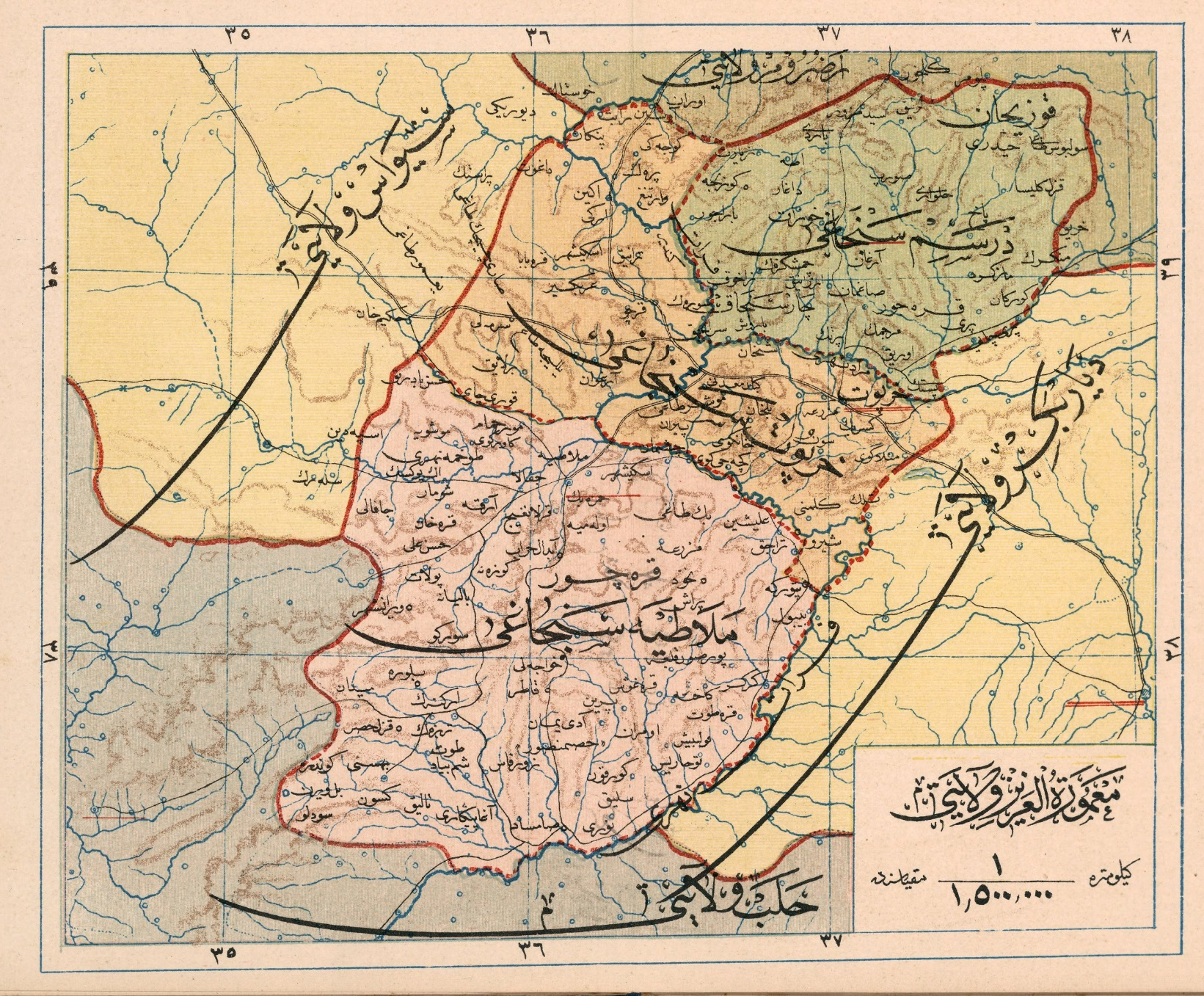
كركر ضمن سنجق ملطية في خريطة عثمانية تعود لعام 1907

أصبحت البلدة مقر مديرية جرجر التي تأسست مع أنفصال أديامان عن محافظة ملطية لتصبح محافظة مستقلة في عام 1954.